# 広島県道193号本郷停車場線
広島県道193号本郷停車場線（ひろしまけんどう193ごう ほんごうていしゃじょうせん）は、広島県三原市を通る一般県道である。

## 概要
JR西日本山陽本線 本郷駅から広島県道33号瀬野川福富本郷線を結ぶ。
2009年（平成21年）にJR西日本山陽本線 本郷駅が広島寄りに移転したため、本路線の起点が駅から若干離れた。

### 路線データ
- 起点：三原市本郷南6丁目（JR西日本山陽本線 本郷駅前）
- 終点：三原市本郷南6丁目（本郷橋東詰交差点、広島県道33号瀬野川福富本郷線交点）
- 総延長：0.81 km

## 歴史
- 1960年（昭和35年）10月10日 - 広島県告示第682号により広島県道60号本郷停車場線として認定される。
- 1972年（昭和47年）11月1日 - 都道府県道標識導入に伴う広島県の県道の路線番号再編により現行の路線番号に変更される。
- 2005年（平成17年）3月22日 - 三原市と賀茂郡大和町・豊田郡本郷町・御調郡久井町が対等合併して改めて三原市が発足したことに伴い起終点の地名表記が変更される（豊田郡本郷町本郷→三原市本郷町本郷）。
- 2008年（平成20年）8月25日 - 新しい住居表示の実施に伴い、起終点の所在地が「三原市本郷町本郷」から「三原市本郷南6丁目」に変更される。

## 地理

### 通過する自治体
- 三原市

### 交差する道路
| 交差する道路                 | 交差する場所 | 交差する場所            |
| ---------------------------- | ------------ | ----------------------- |
| 広島県道33号瀬野川福富本郷線 | 本郷南6丁目  | 本郷橋東詰交差点 / 終点 |

### 沿線
- JR西日本山陽本線 本郷駅
- 広島県立総合技術高等学校（旧：広島県立本郷工業高等学校）
- 三原市立本郷小学校
- 三原市役所 本郷支所
- 本郷生涯学習センター（三原市立本郷図書館・にいたかホール）